# みやび (鉄道車両)
みやびは、かつて日本国有鉄道（国鉄）が1986年に保有していた鉄道車両（客車）で、ジョイフルトレインと呼ばれる車両の一種である。

## 概要
国鉄大阪鉄道管理局（大鉄局）では、1979年よりスロ62形・スロフ62形客車を改造したお座敷客車であるスロ81形・スロフ81形客車の6両編成を運用していた。しかし、出自が木造客車の鋼体化改造車であり、乗り心地や冷暖房などのサービスレベルに難があった。1983年に欧風客車として「サロンカーなにわ」が登場すると、サービス格差はさらに大きくなり、カラオケのCD化を行なったり、運賃・料金面でも快速扱いにするなどの配慮を行なっていたが、抜本的なサービス向上のため、1986年に新たな車両を登場させることで、既存のお座敷客車を置き換えることになったものである。
それまでのお座敷車両では「お座敷客車」「和式客車」という表現が行なわれていたが、本車両では、畳敷き以上のイメージを込める意味で「和風客車」と呼ぶことになった。

## 車両

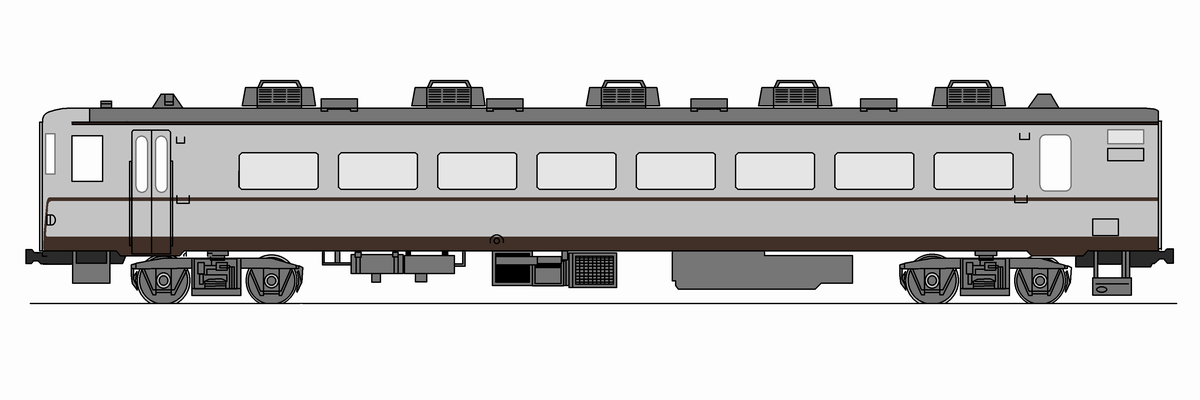
スロフ14 801

鷹取工場にて14系客車より改造されており、両端の車両はスロフ14形800番台、中間の車両はオロ14形800番台である。車体外部塗色は灰色9号のベースカラーにぶどう色2号の帯を入れている。車内は大改造されているが、車体外装は各車両ともトイレ・洗面所側の扉を塞いで小窓を設置したり両端部の幌枠を撤去した程度で、種車との差異は少ない。
全車両ともグリーン車扱いとなる。
- 1号車 スロフ14 801（格子天井） - 元・スハフ14 9 定員28人
- 2号車 オロ14 801（舟底天井） - 元・オハ14 45 定員32人
- 3号車 オロ14 802（格子天井） - 元・オハ14 30 定員32人
- 4号車 オロ14 803（遊車） - 元・オハ14 46
- 5号車 オロ14 804（舟底天井） - 元・オハ14 47 定員32人
- 6号車 オロ14 805（格子天井） - 元・オハ14 36 定員32人
- 7号車 スロフ14 802（舟底天井） - 元・スハフ14 30 定員28人

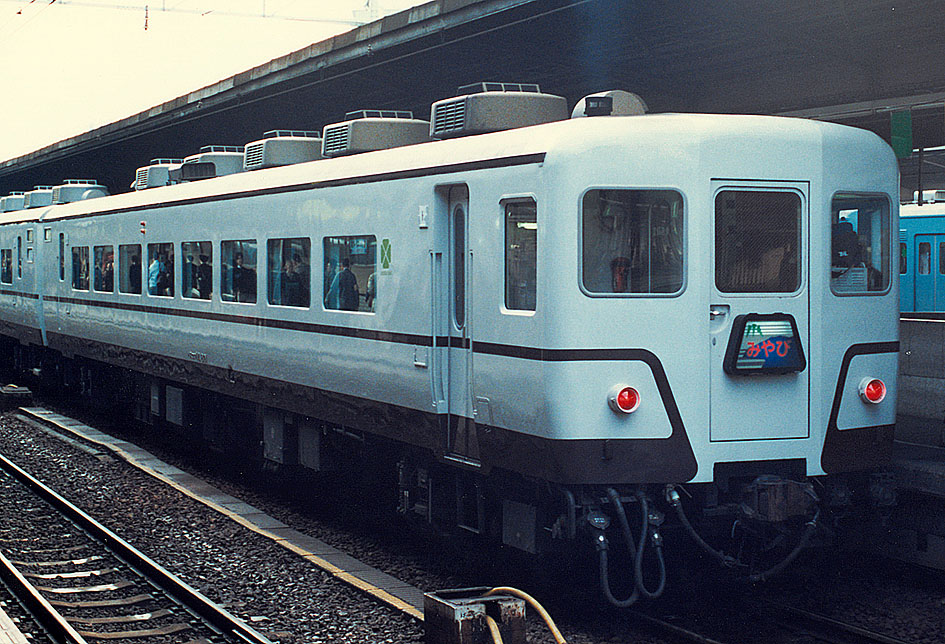
1号車 スロフ14 801
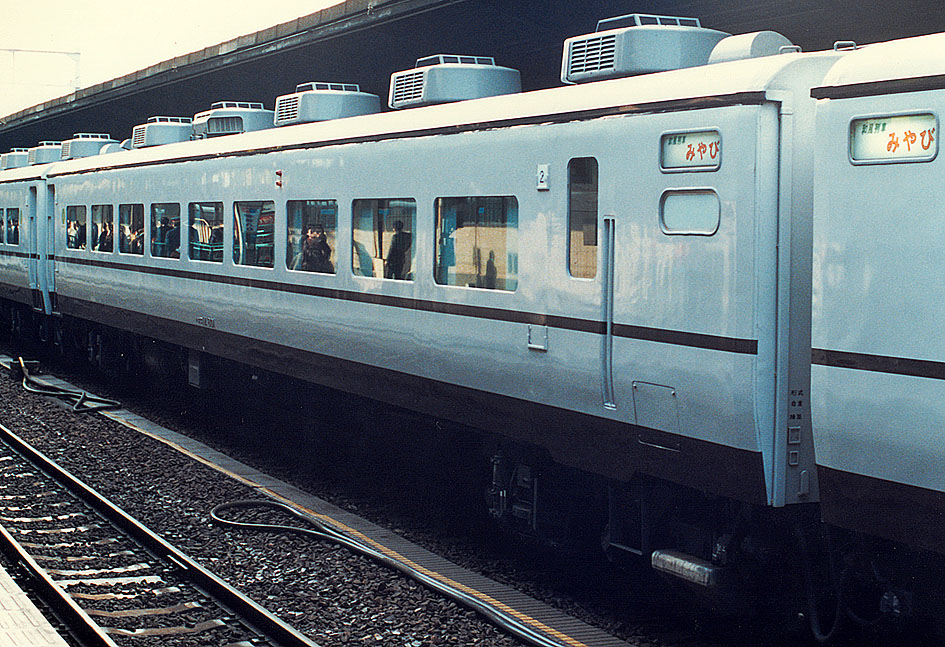
2号車 オロ14 801
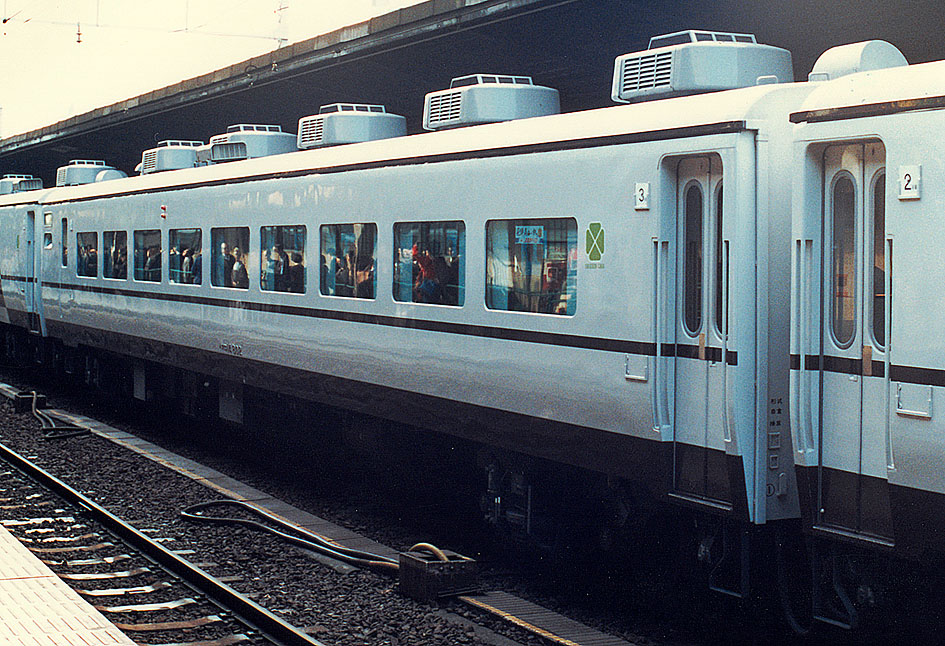
3号車 オロ14 802
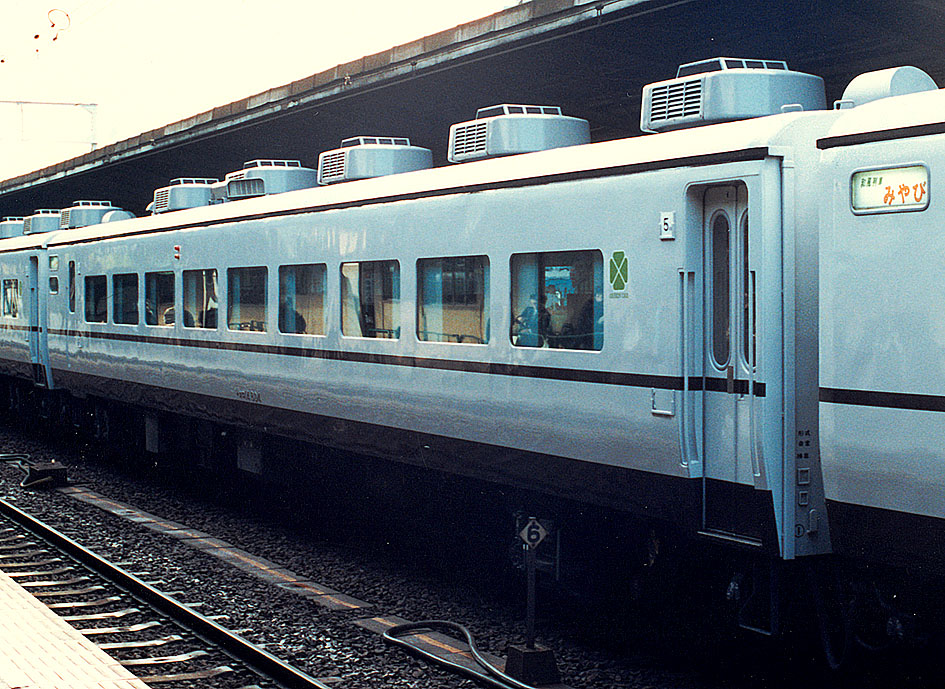
5号車 オロ14 804
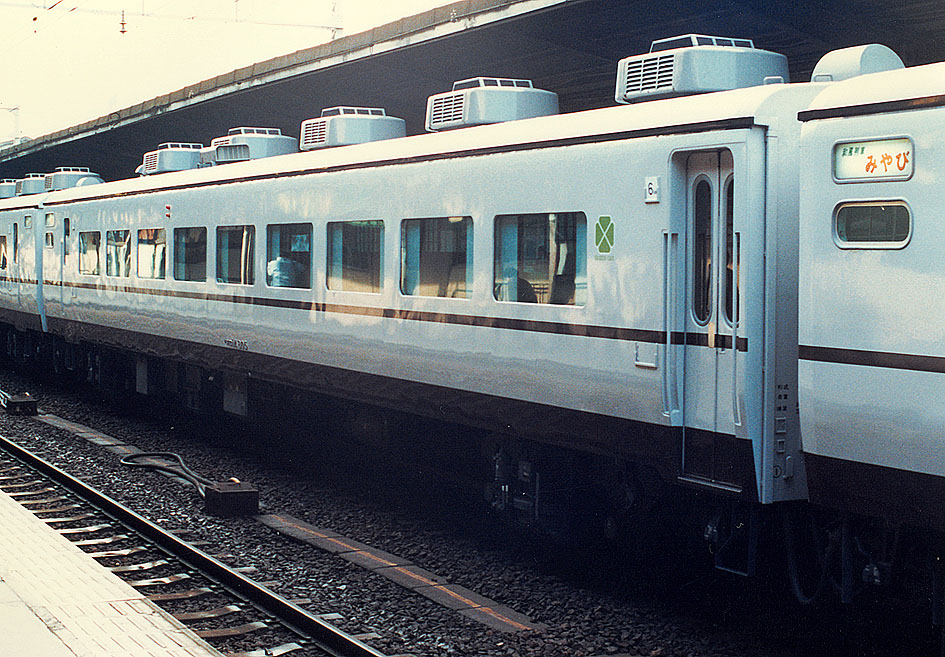
6号車 オロ14 805
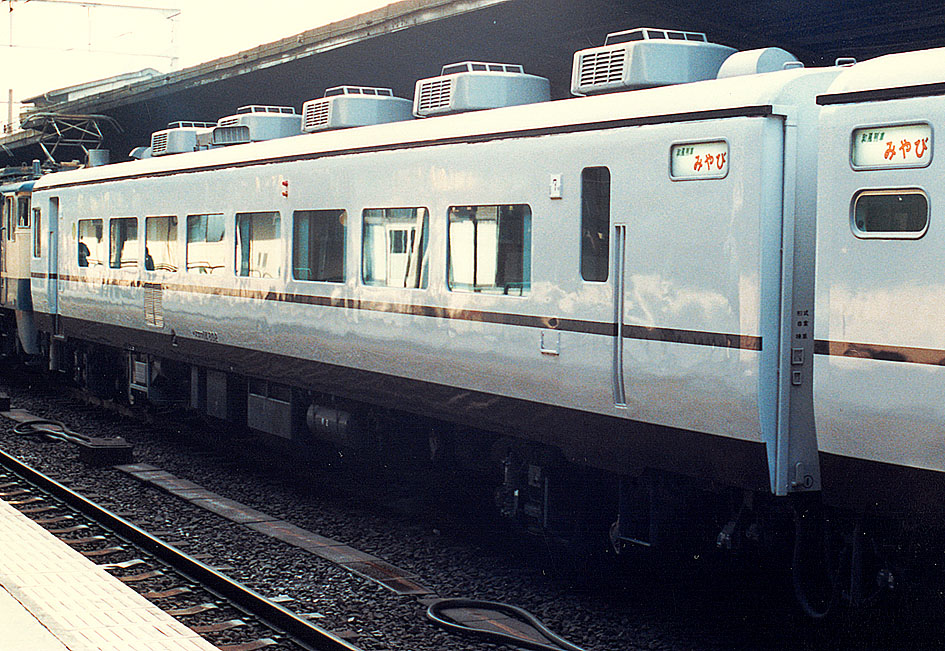
7号車 スロフ14 802

### コンセプト
それまでのお座敷車両は、1車両の乗客全てが一堂に顔を合わせる「大広間の宴会場」というイメージであった。これに対して、団体旅行でありながら個人性が尊重されるというイメージを立案、その具現化を図った。

### お座敷車両
国鉄のお座敷車両では初めて掘り炬燵方式を取り入れ、正座やあぐらではなく、通常の椅子に座るのと同様にくつろげるようにした。
座卓は作りつけとし、1つの座卓に座椅子を4席配した。座卓の一端には14インチのテレビ（VTRモニター）が設置されており、座卓ごとにスイッチの入切が可能となっている。また、座椅子は最大114度まで倒れるリクライニング構造で、跳ね上げ可能な肘掛が両側に装備されている。
内装は2タイプの意匠となっている。これは、1両ごとに異なるタイプを連結することで、往路と復路で違った雰囲気を楽しめるようにしたものである。
1号車・3号車・6号車は、重厚なイメージを持たせる格子天井で、格子は濃茶色、車端の戸襖は朱色とすることで、華やかさと荘重さを表現している。また、2号車・5号車・7号車は淡白なイメージを持たせる舟底天井で、壁面を鶯色、車端の戸襖は芥子色としている。

### 4号車
4号車は定員に含まれないフリースペース（遊車）として、屋外にいるような雰囲気が味わえることをねらった。床敷物は緑色とし、芝生のイメージとしている。
最大の特徴は、車内の一角に玉砂利を敷き、庭石・灯籠・竹垣を配したミニ日本庭園を設置したことで、日本の鉄道車両で車内に日本庭園が設けられるのはこれが初めてである。日本庭園の部分には、幅1.8メートル・高さ1.2メートルの大窓を配し、車窓を庭園の借景とする演出としている。庭園の傍らには緋毛氈をかけた床机を2つ配している。
ミニ庭園の側の車端部には売店を設置したが、朱色の壁とすることで茶店や小料理屋のイメージとした。また、床机側の車端部には2メートル四方の舞台を設けた。
外観上では、側面の塗り分けが他車と異なっており、側面中央部は他車と正反対のぶどう色ベースに白帯の塗り分けとなっている。また、冷房装置が1台撤去された。

## 運用・廃車

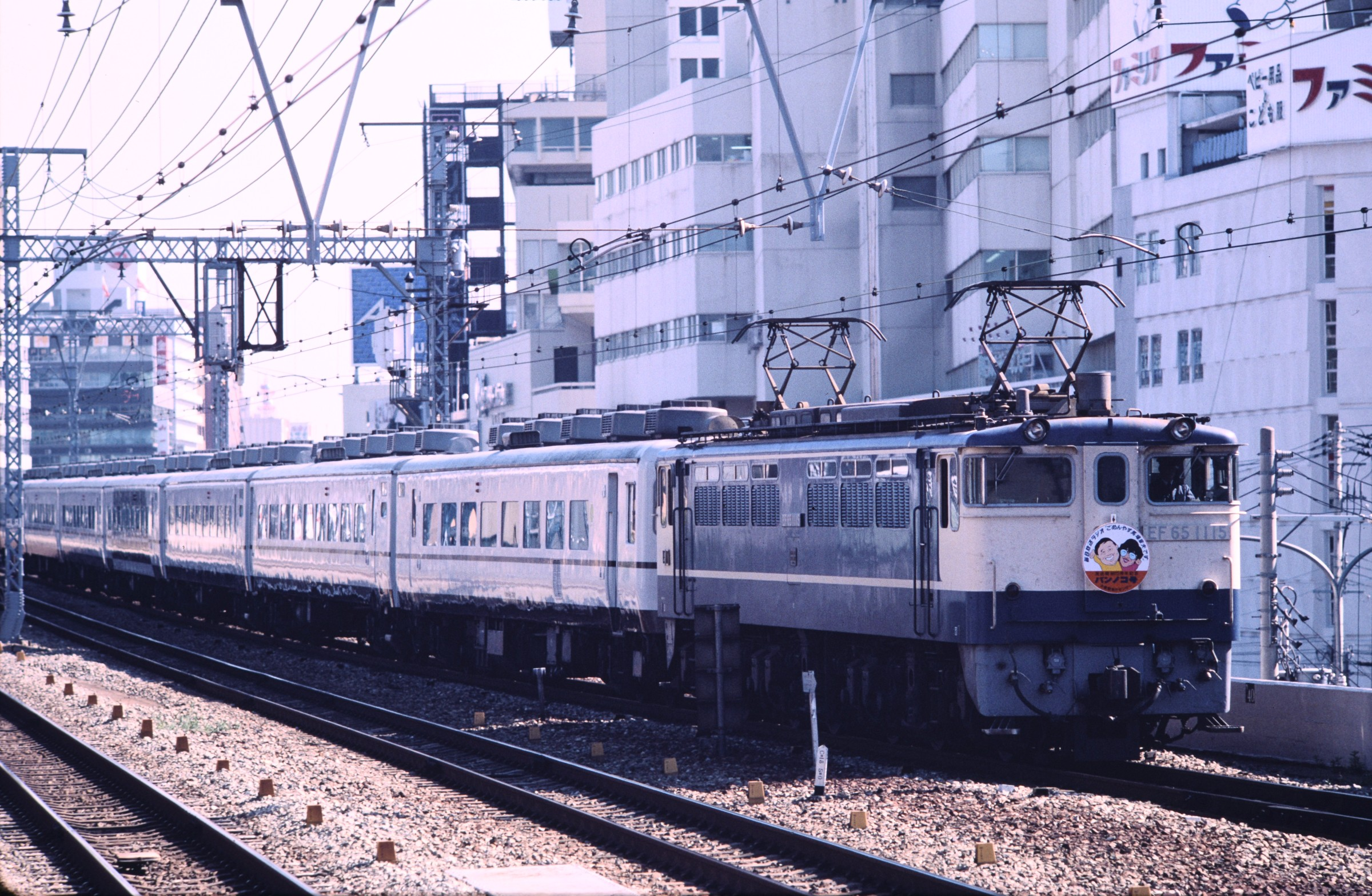
EF65 1115牽引 「バンノコ号」〈1986年10月4日、東海道本線元町駅付近〉

改造後は宮原客車区（後の西日本旅客鉄道〈JR西日本〉宮原総合運転所、現・JR西日本網干総合車両所宮原支所）に配置され、1986年4月1日より運行を開始したが、当初は一部車両の改造が間に合わず、6号車を欠車とした6両編成での運行となった。改造が遅れていた6号車については、同年4月20日より編成に組み込まれ、その後は7両編成で運行されるようになった。
しかし、1986年12月28日、団体客（国鉄福知山鉄道管理局〈現・JR西日本福知山支社〉の職員）を香住駅で降車させた後に浜坂駅へ回送中、余部橋梁上で日本海からの強風にあおられ、7両全てが鉄橋から転落し大破、1987年2月10日付で廃車となった。運行開始後わずか9ヶ月弱、272日目の事故だった。
結果的に、運行開始した車両がその年度内に廃車となる極めて稀なケースとなった。
鉄道友の会では毎年優秀な車両を表彰する制度としてブルーリボン賞・ローレル賞を制定しており、第30回ブルーリボン賞・第27回ローレル賞の選考にあたっては、1986年に運行開始した車両を候補車両として選定することから、本車両も候補車両に選定された。しかし、投票時点で既に廃車となっていたことから、候補車両であるにもかかわらず投票対象外とされた。これは、鉄道友の会がブルーリボン賞・ローレル賞を制定して以来、初めての出来事であった。

## 注記
1. ↑  『復刻版国鉄電車編成表1986.11ダイヤ改正』（ジェー・アール・アール編、交通新聞社）207頁。ISBN 978-4-330-10609-0
2. 1 2 3  鉄道ジャーナル通巻246号（1987年5月号）p148